# William Proxmire

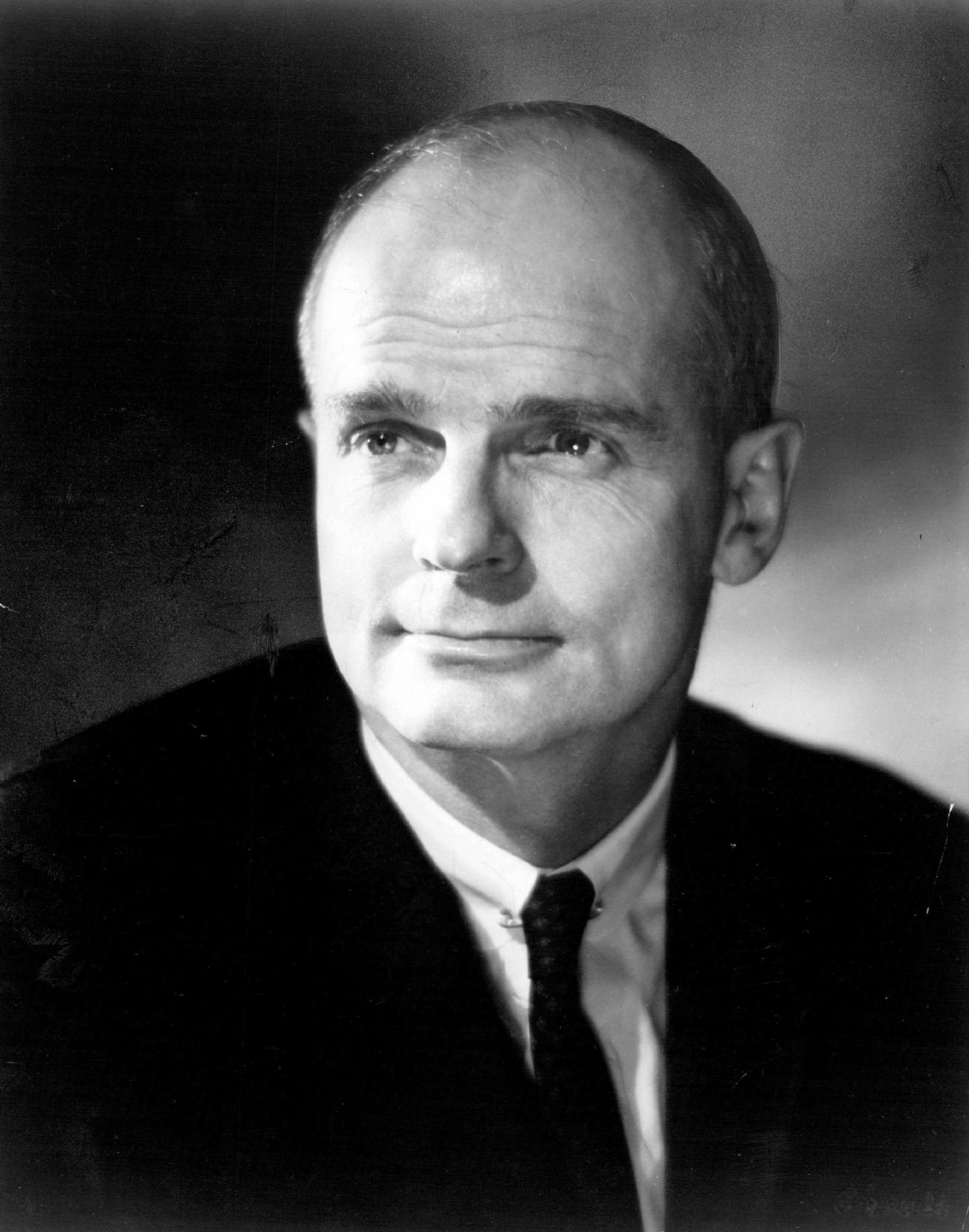
William Proxmire

Edward William Proxmire (* 11. November 1915 in Lake Forest, Illinois; † 15. Dezember 2005 in Sykesville, Maryland) war ein US-amerikanischer Politiker der Demokratischen Partei. Von 1957 bis 1989 saß er für den Bundesstaat Wisconsin im US-Senat.

## Persönliches
Proxmire wuchs im Bundesstaat Pennsylvania auf. Im Jahr 1933 beendete er die Hill School in Pennsylvania. Bis 1938 absolvierte er ein Studium an der Yale University, bis 1948 dann an der Harvard University. Sein Studium wurde durch den Militärdienst im Zweiten Weltkrieg unterbrochen. Er diente im Military Intelligence Service, also nicht als Kämpfer an der Front. Proxmire zog dann nach Wisconsin, um zum einen als Reporter für die Zeitung The Capital Times tätig zu sein und zum anderen, um sich eine politische Grundlage in einem „günstigen“ Staat zu schaffen.
1946 heiratete er Elsie Rockefeller, eine Groß-Nichte von John D. Rockefeller. Gemeinsam hatten beide zwei Kinder. 1955 ließ sich Elsie von ihm scheiden. Später heiratete sie Miles J. McMillin, einen ehemaligen Kollegen Proxmires bei der The Capital Times. 1982 wurde sie von McMillin erschossen.
Proxmire heiratete 1956 erneut, diesmal Ellen Hodges Sawall. Sie brachte zwei Kinder mit in die Ehe, gemeinsam bekamen beide noch zwei Söhne.
Bekannt war Proxmire für sein Faible für körperliche Fitness. Er joggte regelmäßig und machte Push-ups. 1973 brachte er ein Buch zum Thema heraus.
Proxmire verstarb nach erlittener Alzheimer-Krankheit.

## Politisches Wirken
Erste politische Erfahrungen machte er als Mitglied der Wisconsin State Assembly zwischen 1951 und 1952. In den Jahren 1952, 1954 und 1956 kandidierte er erfolglos für das Amt des Gouverneurs von Wisconsin. Am 28. August 1957 wurde er dann bei der Nachwahl um den Sitz des verstorbenen Senators Joseph McCarthy in den Bundessenat gewählt. Seinen Vorgänger nannte er später abfällig „eine Schande für Wisconsin, den Senat und Amerika“. Bei den regulären Wahlen im November 1958 wurde er wiedergewählt, ebenso wie in den Jahren 1964, 1970, 1976 und 1982. Seine Wiederwahlen waren immer durch hohe Stimmanteile, darunter 71 % der Stimmen im Jahr 1970, 73 % in 1976 und 65 % im Jahr 1982 gekennzeichnet.
Proxmire hält den Rekord für aufeinanderfolgende abgegebene Stimmen: 10.252 zwischen dem 20. April 1966 und dem 18. Oktober 1988. In den Jahren von 1975 bis 1981 und von 1987 bis 1989 war er Vorsitzender des Committee on Banking, Housing and Urban Affairs.
Er war ein früher Kritiker des Vietnamkrieges. Er kritisierte die US-Präsidenten Lyndon B. Johnson und Richard Nixon für ihre Kriegführung und ihre außenpolitischen Entscheidungen. Proxmire nutzte seinen Sitz im Senate Armed Services Committee um verschwenderische Militärausgaben anzuprangern. Aus diesem Grund begründete er die Golden Fleece Awards, um die Verschwendung von Steuergeldern in den Fokus der öffentlichen Meinung zu rücken. Sie wurden zwischen 1975 und 1988 verliehen. Proxmire stand für eine restriktive Haushaltsführung, wenn es allerdings um Milchpreise ging, war er stark für die Subventionierung der Milchwirtschaft. Als Vorsitzender des Committee on Banking, Housing and Urban Affairs war Proxmire maßgeblich an der Ausarbeitung der Finanzplanung New York Citys in den Jahren 1976 bis 1977 beteiligt. New York konnte dadurch vor dem Bankrott gerettet werden. In täglichen Reden zwischen 1967 und 1986 setzte er sich stark für die Ratifizierung der Konvention über die Verhütung und Bestrafung des Völkermordes ein. Nach seiner Beharrlichkeit ratifizierte der Senat die Konvention am 11. Februar 1986 mit 83 zu 11 Stimmen.